# Critique de la valeur
La critique de la valeur (en allemand Wertkritik) puis à partir des années 2000, la critique de la valeur-dissociation (Wert-Abspaltungskritik), est un courant théorique marxien d'origine allemande apparu dans les années 1980, qui élabore une critique de la société capitaliste au-delà du point de vue marxiste traditionnel. Elle se fonde sur une réinterprétation de la critique du capitalisme par Marx, en mettant l'accent sur ses catégories fondamentales telles que la « valeur », la « marchandise » et le « travail ». 
La critique de la valeur est née comme un courant au sein de la gauche alternative organisée autour des théoriciens allemands Robert Kurz, Ernst Lohoff, Roswitha Scholz, Norbert Trenkle ou Anselm Jappe et de la revue Marxistische Kritik (Critique marxiste). 
Les premiers textes de ce qu'on appelait alors la « critique fondamentale de la valeur » remontent au milieu des années 1980. Progressivement, la critique de la valeur, comme on l'a appelée dans les années 1990, s'est détachée du « point de vue de la lutte des classes » et de l'ontologie du travail pour s'affirmer comme un courant théorique post-marxiste (avec Marx, au-delà de Marx). L'accent renouvelé sur la logique de la valeur et le caractère fétichiste des rapports sociaux conduit à une analyse de la « socialisation par la valeur » comme « fin en soi », qui s'appuie sur le concept de « sujet automate » esquissé par Marx dans Le Capital. Un autre aspect central des premières formulations de la critique de la valeur est la critique de l'ontologisation de catégories modernes comme le « travail », l'« économie » et la « politique ».

## Les origines:Critique marxiste(1986-1990)
C'est en mars 1986 que le groupe Initiative Marxistische Kritik fondé à Nuremberg en 1984, lance une revue à la suite de son demi-échec de 1981 avec Neue Strömung. Ce sera Marxistische Kritik - Zeitschrift für revolutionäre Theorie und Politik (Critique marxiste. Revue pour une théorie et une politique révolutionnaires). La revue est réalisée à la main et circule sous le manteau. Son comité de rédaction est composé de Robert Kurz, Ernst Lohoff, Klaus Braunwarth et Udo Winkel. Aucune périodicité n’est définie, mais la revue paraîtra au moins deux fois par an. Entre mars 1986 et le début de l’année 1990, sept numéros vont paraître en auto-édition (Verlag Marxistische Kritik).C’est lors de la création de Marxistische Kritik que la théorie de Kurz et de ses compagnons adopte l’appellation d'abord de « critique fondamentale de la valeur », puis de « critique de la valeur » (Wertkritik) au début des années 1990.
Un point central de l'argumentation de la critique de la valeur est sa théorie de la crise, présentée pour la première fois dans l'essai « La crise de la valeur d'échange. Science de la force productive, travail productif et reproduction capitaliste », de Robert Kurz, publié dans le premier numéro de la revue Marxistische Kritik (MK). Ce premier numéro comprend également l'essai d'Ernst Lohoff intitulé « La catégorie de travail abstrait et son développement historique ». Dans « Le travail abstrait et le socialisme » (MK n°3, 1987), Robert Kurz expose son interprétation de la théorie de la valeur de Marx en contraste avec les théories de Hans-Georg Backhaus, Isaak I. Roubine et Alfred Sohn-Rethel. Il démontre également que le socialisme dit réel n'a jamais surmonté la logique du travail abstrait. Dans le numéro 6 de Marxistische Kritik, la position de la critique de la valeur est distinguée à la fois du marxisme académique néoréformiste, dans l'essai de Robert Kurz « Tout est sous contrôle à bord du navire en perdition. Suraccumulation, crise de la dette et politique », et de l'idéologie keynésienne dans « Consommation de l'État et faillite de l'État. L'absorption du travail vivant comme fondement du cycle de crise capitaliste », par Ernst Lohoff. Toujours dans le cadre de Marxistische Kritik, paraîtra une série de quatre articles de Peter Klein[Lequel ?] sur la Révolution d'octobre, qui seront réédités en 1991 sous la forme de livre : Les Illusions de 1917. L'ancien mouvement ouvrier comme auxiliaire du développement de la démocratie moderne. Une première synthèse du projet de la nouvelle « critique fondamentale de la valeur » élaborée par Robert Kurz sous forme de manifeste sera publiée par Initiative Marxistische Kritik (IMK) en 1988 sous le titre À la recherche de l'objectif socialiste perdu. Dans Le fétiche de la lutte des classes. Thèses sur la démythologisation du marxisme (MK n°7, 1989), Kurz et Lohoff opèreront une rupture décisive avec l'ancienne position marxiste traditionnelle du groupe.

## La revueKrisis. Contributions à la critique de la société marchande(1990-2004)
En 1990, la revue Marxistische Kritik change de nom et devient Krisis. La numérotation, cependant, suggère une continuité entre les deux revues. Ainsi, on peut lire dans l'éditorial de Krisis n°8/9 : « Comme nous ne combattons plus sous la bannière du marxisme, ayant démoli cet édifice autrefois si splendide [...]. si nous continuions à nous en tenir à un nom qui fait maintenant partie de l'histoire, cela ne ferait que créer de la confusion. [...] Nous souhaitons souligner, par la continuité de la numérotation, qu'il n'y a pas eu de changement de contenu avec le changement de nom et que "Krisis" continuera à élaborer l'approche de la critique de la valeur ». Le premier numéro de Krisis marque la consolidation du changement de perspective avec l'essai de Robert Kurz « Marxism's Ash Wednesday. Le chant du cygne de la gauche et la critique de l'économie politique ». Dans le même numéro, Johanna W. Stahlmann, dans « La Quadrature du cercle. Mécanisme de fonctionnement et d'effondrement de l'économie planifiée soviétique », élabore la première analyse des contradictions internes des « marchés planifiés » à partir du concept de concurrence négative.
C'est également sur ces éléments que Robert Kurz interprète l'effondrement du « socialisme de caserne » dans son livre de 1991 intitulé L'Effondrement de la modernisation. Dans ce long essai, qui est à ce jour l'un de ses écrits les plus influents, Kurz décrit l'effondrement du socialisme des pays de l'Est non pas comme la victoire de la démocratie de marché occidentale, mais comme le début du processus d'une crise structurelle mondiale qui doit atteindre les pays du centre de l'économie mondiale. En 1991 également, dans le n°10 de Krisis, paraît la contribution décisive de Robert Kurz qui marque la rupture avec le concept ontologique du travail : « L'honneur perdu du travail. Le socialisme des producteurs comme une impossibilité logique ».
Les autres thèmes récurrents dans les premières années du groupe Krisis sont l'anayse critique de la conjoncture économique dans le contexte des difficultés de l'unification allemande, qui a fait l'objet de deux livres de Kurz, La Revanche de Honecker (1991) et Le Retour de Potemkine (1993), et l'analyse de l'émergence du nouveau radicalisme de droite en Allemagne dans le cadre de la crise des institutions démocratiques, qui est devenue de plus en plus sauvage à mesure que la crise s'aggravait. Ces analyses ont été rassemblées dans le recueil Rosemary's Babies : La démocratie et ses radicaux de droite (1993), avec des contributions de Robert Kurz, Ernst Lohoff, Norbert Trenkle, Gaston Valdivia et Johanna W. Stahlmann. Dans ce contexte d'élaboration de la critique de la valeur, il y a eu une incorporation progressive de la problématique du genre, qui jusqu'alors n'avait pas joué un rôle significatif dans l'élaboration du nouveau paradigme. Le rôle de l'essai de Roswitha Scholz, « La valeur, c'est le mâle. Thèses sur la socialisation par la valeur et la relation entre les sexes », est particulièrement important ici. Publié dans le n°12 de Krisis (1992), il rompt avec une conception moniste de la « socialisation par la valeur » et établit le principe de la valeur-dissociation structurelle afin de proposer une redéfinition fondamentale de la relation entre capitalisme et patriarcat. Une autre contribution importante au n°12 de la revue, consacré au problème du genre, est celle d'Ernst Lohoff, « Le Sexe et le travail. Sur la critique de l'ontologie du travail dans le débat féministe ».
Tout au long des années 1990, Krisis discutera du processus de la crise du capitalisme sous différents aspects et aussi des mécanismes de report de la crise fondamentale à partir de l'expansion du capital fictif. L'essai de Robert Kurz, « Le Jour de l'ascension de l'argent. Les limites structurelles de la valorisation du capital, le capitalisme de casino et la crise financière mondiale » (1995), est particulièrement intéressant. Il constitue également un développement important de la théorie de la crise présentée dans les années 1980. Le débat sur le nouvel antisémitisme structurel, toujours lié à une critique tronquée du capitalisme, qui s'attaque avant tout au « capital spéculatif » au nom des « travailleurs honnêtes », occupe également une place de choix dans les pages de Krisis, depuis la contribution de Lohoff, « De Auschwitz à Baghdad. Notes sur les admirables transformations de l'antisémitisme » (1991), qui développe pour la première fois la théorie de l'antisémitisme de Moishe Postone, comme le feront bientôt Robert Kurz, dans « Economie politique de l’antisémitisme » et « Voisinage inconfortable. Notes sur la relation entre le marxisme-léninisme et l'antisémitisme » de Robert Bösch, parus tous deux en 1995. L'année suivante, paraît chez l'éditeur Horlemann le livre La Troisième voie vers la guerre civile. La Yougoslavie et la fin de la modernisation de rattrapage, d'Ernst Lohoff. Le problème des médiations pratiques de la critique sociale est apparu comme le thème central dans les numéros 18 et 19 de Krisis, ainsi que dans « Crise et libération - L'émancipation en crise - une digression post-politique », de Lohoff, et « Anti-économie et anti-politique. Sur la reformulation de l'émancipation sociale après la fin du marxisme », par Robert Kurz. Les volumes 20 et 21-22, quant à eux, ont pour thème principal la critique du postmodernisme en tant que reflet théorique de la période de simulation du capitalisme de casino, en mettant l'accent sur les contributions de Roswitha Scholz, « La Barbarisation du patriarcat dans la postmodernité » et de Moishe Postone, « La Déconstruction comme théorie sociale. Derrida sur Marx et le nouvel ordre mondial ». La contribution de Kurz au n°20 de Krisis, « Amateurs de vin de tous les pays, unissez-vous ! », apparaîtra sous une forme considérablement élargie dans l'ouvrage Le monde comme volonté et Design. Postmodernisme, style de vie gauchiste et esthétisation de la crise (1999). 
En 1999, deux autres ouvrages du groupe Krisis paraissent : le Manifeste contre le travail, qui est rapidement devenu le texte le plus répandu du groupe, et le volume collectif Fin du travail ! Onze attaques contre le travail, avec des contributions de Robert Kurz, Ernst Lohoff, Norbert Trenkle, Roswitha Scholz, Franz Schandl et Karl Heinz Wedel, entre autres. Parallèlement à cette offensive de la critique du travail, Kurz publie, la même année, le volumineux Livre noir du capitalisme. Un adieu à l'économie de marché, vendu à plus de 25 000 exemplaires en Allemagne, et qui présente une histoire de la formation et du développement du capitalisme jusqu'à sa crise finale, en passant par les trois grandes révolutions industrielles. À la suite de cela, un autre ouvrage important a été publié : Le Sexe du capitalisme. Les théories féministes et la métamorphose postmoderne du capital (2000), de Roswitha Scholz, qui élargit et reformule ses thèses originales sur la relation entre capitalisme et patriarcat. 
Les volumes suivants de Krisis traitaient des processus post-politiques de gestion des crises (n°23) et amorçaient une discussion plus systématique de la critique du sujet moderne, qui a pris forme au début des années 1990 avec l'essai de Kurz « Domination sans sujet. Pour un dépassement de la critique sociale tronquée », un article qui a été un point de référence important. Kurz a poursuivi cette approche dans n°25 de Krisis (2001) avec une critique des valeurs occidentales des Lumières bourgeoises, notamment dans « Raison sanglante. 20 thèses contre les prétendues Lumières et les "valeurs occidentales" », en plus d'autres articles qui le complétaient, et qui parurent dans l’ouvrage Raison sanglante. Essais pour une critique émancipatrice de ma modernité capitaliste et des Lumières bourgeoises. D'autres contributions à la critique du sujet sont apparues à la même époque : Robert Bösch, « Entre omnipotence et impuissance. Sur la psychopathologie du sujet bourgeois » (n°23) ; Norbert Trenkle, « La négativité brisée. Notes sur la critique de Kant et des Lumières chez Horkheimer et Adorno » (n°25) ; Karl Heinz Wedel, « La descente du moi aux enfers. Sur la critique de la volonté et de la liberté chez Kant » (n°26). Cette discussion théorique s'accompagne d'une analyse parallèle du déroulement de l'administration répressive de la crise mondiale sur la base de la défense des valeurs occidentales, déjà décryptée comme une auto-affirmation de la forme destructrice du sujet. Franz Schandl expose cette problématique dans « La croisade postmoderne » (n°24). Peu de temps après, dans « L'ordre de la force et la logique de l'extermination » (n°27), Lohoff étudie les transformations de la guerre dans l'histoire de la société marchande et son rôle dans les processus de montée et de désintégration de l'ordre étatique national, tandis que Robert Kurz approfondit les métamorphoses de l'impérialisme à l'ère de la mondialisation, dans son livre La guerre de l'ordre mondial, publié en 2003 chez Horlemann.  

## La scissionKrisis/Exit!de 2004
En 2004, après une longue série de conflits internes, Kurz, Scholz, Ortlieb et d'autres membres de la rédaction se trouvent expulsés de Krisis. Ils fondent aussitôt la revue Exit ! Crise et critique de la société marchande. Tandis qu’Exit ! radicalisait par la suite la critique des Lumières (au sens large, y compris toute pensée contemporaine s’en réclamant) et de la « valeur-dissociation », en réfutant toute tentative hâtive d’en tirer des conclusions immédiatement pratiques, Krisis (qui continuait à paraître avec ce titre et gardait une partie de ses collaborateurs historiques comme Lohoff, Trenkle, Wedel et Klein) s’engageait davantage dans la recherche de points de contacts entre la critique de la valeur et des mouvements sociaux, comme le « logiciel libre » ou les économies alternatives. Les rapports entre les deux revues ont toujours été marqués par la diatribe.
Dans ce nouveau contexte, le thème de la dissociation apparaît avec plus d'insistance, c'est pourquoi l'élaboration théorique a été appelée « critique de valeur-dissociation », pour se différencier de l'ancienne configuration théorique de la critique de valeur. Dans des articles de la revue et sur le site Exit !, ses auteurs ont mené une longue polémique contre le groupe actuel Krisis, dite Krisis « résiduel », avec des accusations successives de régression théorique, et pas seulement en ce qui concerne le théorème de la valeur-dissociation. Dans le groupe Krisis actuel, en revanche, ses principaux auteurs affirment que « le théorème de la valeur-dissociation représente une étape importante dans le développement théorique de la critique de la valeur. [...] Par conséquent, nous sommes en principe d'accord avec le théorème de la dissociation initialement développé par Roswitha Scholz. Cependant, nous trouvons une lacune dans le fait que la valeur n'y est pensée que comme un principe structurel abstrait à un méta-niveau et, de cette façon, la forme-sujet apparaît comme une sorte d'appendice de la valeur, déterminée par elle. Cela limite même la critique de la valeur-dissociation à un méta-niveau très abstrait, qui doit ensuite être complété par des ajouts socio-psychologiques et une critique de l'idéologie ». Dans une autre critique parue en 2005, Karl-Heinz Wedel (maintenant sous le nom de « Lewed »), affirme que cette dimension socio-psychologique, qui est annoncée de manière programmatique à plusieurs reprises par Scholz, n'a pas encore été correctement concrétisée dans ses analyses. 

## Krisisaprès la scission
Après l'exclusion de Robert Kurz, Roswitha Scholz et d'autres membres du comité de rédaction, Krisis a continué à être publié en tant que revue imprimée par la maison d'édition Holermann jusqu'en 2010. À partir de cette date, la revue ne paraît plus que sous un format numérique, avec la possibilité d'une impression à la demande. Dans le n°28 de Krisis (2004), Norbert Trenkle répond aux critiques du Manifeste contre le travail par Jaime Semprun, Charles Reeve, Luca Santini et les éditions Rouge & Noir, dans l'essai « Critique du travail et émancipation sociale ». Par la suite, il approfondit la critique du point de vue de la classe dans deux contributions : « Lubies métaphysiques de la lutte des classes. A propos des présupposés tacites d'un étrange rétro-discours » (Krisis, n°29, 2005), et « Lutte sans classes. Pourquoi le prolétariat ne ressuscite pas dans le processus capitaliste de crise » (Krisis, n°30, 2006). Le processus de constitution du sujet moderne est reconstitué par Ernst Lohoff dans Le réenchantement du monde, Krisis 29. Le numéro 31 (2007) est presque entièrement consacré à la critique de l'économie des services et de l'information, avec un accent particulier sur les contributions de Lohoff, "The Value of Knowledge. Foundations of a Political Economy of Information Capitalism" et Peter Samol, "Worthless Work. Sur l'échec de la "société de services" et sa relation avec la distinction entre travail productif et improductif. Dans Krisis 32 (2008), la plupart des contributions sont regroupées sous le thème "Croisade et djihad", par exemple "L'exhumation de Dieu. From holy nation to global kingdom of heaven", par Lohoff et "The final grand of universalism. L'Islam comme fondamentalisme de la forme moderne", par K. H. Lewed [2] Le même auteur poursuit ce thème dans Krisis 33 (2010), avec "L'expérience de l'éveil comme dernier cri. L'islamisme et la subjectivité rationnelle-irrationnelle de la société marchande".

## De la Critique de la valeur-dissociation (Wert-Abspaltungskritik)
La critique de la valeur est une théorie en évolution permanente. Si une bonne partie de ses percées théoriques a été réalisée avant 1993, des développements importants s’y sont ajoutés ensuite. En effet, les théoriciens réunis autour d’Exit ! préfèrent parler aujourd’hui de « critique de la valeur-dissociation » (Wert-Abspaltungskritik), car dans les débuts de la critique de la valeur, le lien que les catégories capitalistes entretiennent avec le rapport asymétrique de genre n’était pas thématisé. L’essence de la réalité sociale était indiquée dans la « valeur », et dans elle seule. La logique capitaliste était décrite comme un processus sexuellement neutre. Comme dans le marxisme traditionnel, où la question patriarcale n’était thématisée qu’à la marge, celle-ci était toujours dérivée du principe central que représentait cette logique capitaliste, et relevait d’une simple « contradiction secondaire » ou d’une « sphère secondaire ». La critique de la valeur-dissociation se comprend dès lors comme une révolution théorique à l’intérieur d’une première révolution théorique.
Le théorème de l’Abspaltung (dissociation) fut présenté en 1992 par Roswitha Scholz. Le patriarcat tel qu’il existe dans la société contemporaine n’est pas, selon Scholz, la simple continuation d’un patriarcat prémoderne, qui aurait existé depuis la nuit des temps. Le rapport asymétrique de genre contemporain n’est pas un « reste » précapitaliste, et doit être examiné dans le contexte de la modernité et de la postmodernité, sous les traits d’un « patriarcat spécifique de la forme-valeur » – ou d’un « patriarcat producteur de marchandises ». La théorie de la critique de la valeur-dissociation consiste donc à reposer une question qui demeure un problème non résolu dans le féminisme : celle du lien interne entre capitalisme et patriarcat. Il s’agit de la « dissociation », ou « clivage », qui se trouve à la base de l’existence de la valeur comme forme sociale fétichiste : l’univers masculin de la marchandise, du travail abstrait, de la valeur, mais aussi de la politique, de l’État et des sciences, ne peut exister que parce qu’a été « dissocié » et assigné aux femmes un ensemble d’activités, de sentiments, de caractères et d’attitudes de natures différentes, toutes aussi essentielles à la reproduction et au fonctionnement de la société marchande, mais qui ne correspondent pas à la logique de l’univers de la valeur, de la politique, de l’État et de la science. Ce sont les activités domestiques, d’éducation des enfants, de soin, etc., et tous les sentiments, émotions et attitudes opposés à la rationalité de « l’économie d’entreprise » dans le domaine du travail abstrait, et qui se refusent à la catégorie du travail : l’émotivité, la sensibilité, l’assistance et le soutien, le soin, la faiblesse intellectuelle et de caractère, jusqu’à l’érotisme, la sexualité, « l’amour ». Tout ce qui ne rentre pas en quelque sorte dans la fonctionnalité des sphères « mâles » de l’économie d’entreprise, de la politique, de l’État et de la science, est dissocié et projeté sur les « femmes », comme non-sujet.
Le rapport de dissociation n’est pas non plus cantonné et identifié aux seules sphères domestique ou privée, mais traverse l’ensemble des sphères sociales – c’est-à-dire y compris la sphère masculine de l’économie, de la politique, de la science, où les femmes sont infériorisées sur le plan du salaire, de la carrière, des conditions de travail, etc. Ainsi, la dissociation ne peut pas être pensée comme un simple rapport de reproduction matérielle – comme va surtout y insister le féminisme matérialiste ou le marxisme-féministe –, parce qu’elle est aussi un rapport socio-psychique qui construit et façonne de l’intérieur la subjectivité des individus masculins comme féminins. La dissociation est pensée comme constitutive de la dimension socio-psychique du sujet « mâle » comme du non-sujet infériorisé « femme ». De plus, la dissociation constitue plus largement l’ordre symbolique-culturel du capitalisme. Et entre ces trois dimensions de la dissociation – matérielle, socio-psychique et symbolique-culturelle –, il n’y a pas de principe de hiérarchisation, comme dans le vieux matérialisme historique qui faisait dériver la superstructure idéologique-culturelle de l’infrastructure matérielle-productive. Les dimensions matérielle, socio-psychique et culturelle-symbolique du rapport social existent ensemble, de manière coagulée. Ce sont différentes facettes d’un même rapport social.
Ces activités, émotions ou comportements dissociés et attribués aux femmes, sont pensées de manière dialectique avec le rapport-valeur, c’est-à-dire avec les activités et les comportements relevant du « masculin » dans les sphères de l’économie d’entreprise, de la politique, de l’État, et de la science. Le rapport de la valeur et le rapport de la dissociation entretiennent une relation dialectique ; il n’y a pas de hiérarchie de dérivation, l’une ne dérive pas de l’autre. La dissociation comme rapport social et le rapport-valeur sont comme l’envers et le revers d’un même rapport : la valeur-dissociation. Les deux moments s’engendrent mutuellement, ils sont historiquement et logiquement co-originels, l’un est contenu dans l’autre. La dissociation se dérobe pourtant aux catégories économiques et existe dans sa spécificité. Ce qui se trouve être « dissocié », n’est donc pas un sous-secteur de la valeur toute-puissante et donc du capital, mais une condition absolue de son existence et de sa reproduction ; autrement dit, le patriarcat est le capitalisme, et inversement. Sur le plan général de la logique d’ensemble de la société, notre société constitue une totalité sociale brisée ou fragmentée entre la valeur et la dissociation, qui forme pourtant un rapport dialectique.
Le fait que les activités dissociées ne produisent pas directement de la valeur ne signifie pas qu’elles constituent une dimension « libre » ou « non réifiée » : elles jouent un rôle auxiliaire pour le travail abstrait et en portent l’empreinte. Concrètement, le « travailleur » mâle ne pourrait pas créer de la valeur s’il n’avait pas une femme qui s’occupe de son bien-être, lui fait le ménage, élève ses enfants. La valeur est donc structurellement « masculine », même si des femmes peuvent arriver à produire de la valeur, voire parfois à commander sa production. Selon la critique de la valeur-dissociation, la société de la valeur et du travail se fonde, historiquement et logiquement, sur une logique d’exclusion : n’y compte pour « sujet » à plein titre que celui qui a complètement intériorisé la mentalité de travail et ses corollaires – autodiscipline, rationalité, dureté envers soi-même et les autres, esprit de concurrence, etc. –, en expulsant tout le reste (et c’est la « dissociation »). Le sujet « mâle » et le non-sujet « femme », sont constitués sur le plan de la subjectivité par cette dissociation-valeur. La dissociation ne concerne pas seulement les femmes sur le plan socio-psychique. Pour survivre et être performant dans l’univers de la marchandise et du travail, de la politique, de la science et de l’État, le sujet masculin lui-même, socialement dominant, doit intérioriser, à travers la violence envers lui-même, l’autodiscipline, les contraintes sociales objectives afin de se rendre adéquat au fonctionnement de cet univers. Processus qui va faire de son genre le « sexe du capitalisme ». Dans ce processus de subjectivation, l’homme endosse la forme du sujet moderne. Il est dès lors le sujet de connaissance et de volonté, il est par-dessus tout, sur le plan logique et historique, le sujet économique et le sujet politique – l’homo economicus et l’homo politicus –, et enfin le sujet qui arraisonne et domine la nature. Mais il ne peut devenir ce sujet dominateur qu’au prix d’une dissociation interne : le mâle doit expulser et refouler tout ce qui ne peut assumer la forme du travail et la forme de la valeur, et l’attribuer extérieurement au non sujet de l’Autre : la femme et le non-blanc, le tzigane et le surnuméraire. Et ce procès d’expulsion et de refoulement de ce dissocié, sera aussi constitué par la peur de son retour, qui pourra toujours se transformer en une haine des femmes, une peur de la démasculinisation, etc. L’exclusion des femmes, des non-blancs et d’autres sujets « mineurs » n’était donc pas une « inconséquence » dans le cadre d’une logique de la valeur vide de contenu propre et qui, en suivant son principe, devrait englober le monde entier et pourrait bien le faire un jour ; au contraire, cette exclusion a été constitutive dès le début, même si ses formes empiriques ont beaucoup changé depuis l’époque des Lumières.
En effet, la critique de la valeur-dissociation radicalise la « dialectique des Lumières » pour n’y voir que la période historique où les catégories capitalistes se sont définitivement implantées dans les têtes. Tandis que presque toute la gauche, et souvent Marx lui-même, a voulu réaliser – « accomplir » – les contenus des Lumières que la bourgeoisie aurait « trahis », la critique de la valeur-dissociation discerne dans ces contenus la naissance du sujet moderne qui n’existe que pour et par la concurrence capitaliste. Les philosophes des Lumières – et Emmanuel Kant plus que tout autre – auraient formulé, en les présentant comme conditions de la liberté, les prémisses du sexisme, du racisme et de l’antisémitisme typiques de la modernité. La « raison », que les Lumières ont voulu faire triompher et dont la gauche s’est toujours réclamée, n’est pour Kurz qu’une « raison sanglante », une idéologie de la soumission de la vie entière aux impératifs de la valorisation qui a amené la dévastation du monde. L’irrationalisme – par exemple le romantisme, le vitalisme, l’existentialisme – ne représente que l’autre face de cette raison capitaliste, et nullement une alternative ; il a également contribué aux catastrophes qui ont jalonné toute l’histoire du capitalisme.
Avec ces analyses, la critique de la valeur-dissociation affirme avoir dépassé l’approche « objectiviste » initiale de la critique de la valeur. Les idéologies ne sont pas un simple « reflet » de la « réalité économique », mais la valeur constitue une structure fétichiste qui a un côté « objectivé » et un côté « subjectif ». Les souffrances causées par la vie dans une société dominée par la valeur provoquent la naissance de toutes sortes d’idéologies de crise, qui offrent des pseudo-explications de ces souffrances et permettent aux sujets du travail de projeter sur autrui les qualités qu’ils ont dû expulser d’eux-mêmes – par exemple, la « paresse » ou les « émotions ». La critique de la valeur a consacré beaucoup d’attention à l’antisémitisme : celui-ci ne serait pas une résurgence prémoderne, mais une tentative de donner un visage pseudo-« concret » à la terrible abstraction invisible qu’est la valeur.
La conception de la société capitaliste comme essentiellement « fétichiste » est loin du « matérialisme historique », avec sa distinction entre « base » et « superstructure » : les pratiques sociales fétichistes et inconscientes donnent naissance autant au sujet qu’à l’objet. Les accusations d’« économicisme », si elles peuvent souvent être justes à l’égard du marxisme traditionnel, ne s’appliquent pas à la critique de la valeur-dissociation. La valeur n’est pas seulement « économique », mais elle n’est pas non plus une structure « totale » : elle est « totalitaire », dans le sens qu’elle aspire à transformer tout en marchandise. Mais elle ne pourra pas y arriver, parce qu’une telle société serait complètement invivable – il n’y aurait plus, par exemple, amitié, amour ou éducation des enfants. La nécessité de s’agrandir pousse pourtant la valeur à détruire le monde concret, à tous les niveaux : économique, écologique, sociale, culturelle. La critique de la valeur ne prévoit donc pas seulement une crise économique de dimensions inédites, mais aussi la fin de toute une « civilisation » – si l’on veut l’appeler ainsi. Toutefois, la vie humaine ne s’est pas toujours basée sur la valeur, l’argent et le travail ; il faut se rappeler que ces catégories ne sont pas « ontologiques » ou transhistoriques. À la différence de la plupart des marxismes, la critique de la valeur n’est pas une théorie de l’histoire tout court, mais du seul capitalisme.

## Une nouvelle bifurcation théorique au début des années 2010
Avec la fin de l'édition papier du magazine Krisis, les publications ont suivi dans un nouveau format. En 2012, Ernst Lohoff et Norbert Trenkle ont publié le livre La Grande dévalorisation. Pourquoi la spéculation et la dette des Etats ne sont pas les causes de la crise (traduit en français en 2014), qui présente une explication des causes fondamentales de la grande crise financière de 2008 et développe une théorie originale sur le capital fictif et le report du processus de crise mondiale. La deuxième partie de La grande dévaluation reformule la compréhension de la catégorie de capital fictif présente dans la discussion précédente de la critique de la valeur et, avec la théorie des marchandises de second ordre, pose une nouvelle fondation théorique pour l'ancienne idée de la critique de la valeur selon laquelle le capitalisme est basé sur la production de valeur future. À partir de la publication de cet ouvrage, l'élaboration théorique du groupe Krisis entre dans une nouvelle phase, dont le point principal est la reformulation de la théorie de l'accumulation dans le contexte du capital fictif par Ernst Lohoff dans « Accumulation du capital sans accumulation de la valeur » (2015). Lohoff développe à partir de là les concepts de « capitalisme inversé » et de « marchandises de second ordre », à partir desquels il fait une critique des théories du capital fictif élaborées jusqu'ici par la critique de la valeur. 
Robert Kurz, à la fin de sa vie, avait le projet d'écrire un grand triptyque sous le nom de Travail mort, dont il sera publié à titre posthume en 2012 que le premier volume sous le titre d'Argent sans valeur. Fondements pour une transformation de la critique de l'économie politique, ainsi que des extraits du second volume sous la forme de deux essais intitulés «  Crise et critique » dans la revue Exit !. Dans Argent sans valeur, paru quelques jours après sa mort, Kurz, par rapport à ses livres précédents, approfondit deux thèmes qui auparavant étaient restés plutôt implicites. Il affirme que ce que nous appelons « valeur » et « argent » n’a pas existé avant le XIVe ou le XVe siècle, et que les phénomènes qui nous semblent être de l’argent ou de la valeur dans les sociétés précapitalistes, y remplissaient en réalité une fonction fondamentalement différente. Le capitalisme n’est pas né comme une excroissance particulière sur une existence atemporelle – ou en tout cas très ancienne – de la valeur et de l’argent, mais en même temps que ceux-ci. Kurz ne fait que de brèves excursions dans l’histoire « factuelle », mais il examine en détail la structure des « catégories » de la critique de l’économie politique. Dans ce but, il est nécessaire, souligne-t-il, de battre en brèche l’« individualisme méthodologique » – identifié au « positivisme » –, qu’il considère comme le fondement de toute la pensée bourgeoise et qui aurait également « infecté » presque tout le marxisme. Présent dans la pensée de Marx lui-même, à côté de son inspiration plus authentiquement dialectique, il expliquerait les contradictions à l’intérieur de son œuvre. Jamais Kurz ne s’était expliqué si nettement sur ses fondements méthodologiques. Il ne s’agit pas cependant de recommencer, comme dans les années 1970, à se gargariser du mot « dialectique » et d’en faire une méthode universelle. Kurz tire souvent son énergie de la polémique contre un adversaire, ici l’incapacité de la pensée bourgeoise d’aller au-delà des faits isolés et de leurs éventuels « effets réciproques ». Le « tout » n’est pas simplement la somme des éléments particuliers, mais il possède une qualité propre ; les éléments particuliers ne sont pas ce qu’ils paraissent être au premier coup d’œil, comme dans la vision empirique. Ils ne révèlent leur véritable nature que si on les comprend comme déterminés par le tout. Kurz ne s’adonne cependant pas à des considérations méthodologiques de manière abstraite, mais développe son approche sur un objet donné : il ne s’agit pas, comme le fait souvent Marx lui-même au moins dans le premier volume du Capital, d’analyser la structure d’un capital particulier – même pas d’un capital « idéal-typique » – pour ensuite concevoir le « capital total » comme l’agrégation de ces capitaux particuliers, qui ne ferait que reproduire la structure du capital particulier. De la même façon, la marchandise particulière n’est analysable que comme partie de la masse totale de marchandises.
Kurz commence son livre en discutant un problème qui apparemment relève plutôt de la philologie marxienne. Dans le premier chapitre du Capital, Marx analyse la marchandise et sa valeur d’une manière purement logique. La même chaîne logique conduit ensuite à l’existence de l’argent ; et il faut encore quelques pas supplémentaires pour arriver au capital. Cette succession logique reflète-t-elle également une succession historique ? Marx n’est pas clair à ce propos et semble hésiter. Pour le vieil Engels, en revanche, et pour les marxistes qui lui emboîtent le pas, la cause est entendue : la logique correspond à l’histoire. C’est l’approche « logico-historique », selon laquelle la valeur marchande existait bien avant le capital. Pendant des milliers d’années a eu lieu une « production simple de marchandises », sans capital. Depuis toujours, ou presque, les hommes attribuent une « valeur » à leurs produits sur la base du travail dépensé pour les fabriquer. L’argent existe également depuis très longtemps, mais il ne servait qu’à faciliter les échanges. Le capitalisme est arrivé seulement lorsque l’argent s’est accumulé au point de devenir capital et de trouver face à lui une force de travail « libre ». Cette approche, observe Kurz, « naturalise » ou « ontologise » la valeur et le travail, en les transformant en conditions éternelles de toute vie en société. Même la société post-capitaliste se réduit alors à quelque chose comme l’« application consciente de la loi de la valeur » – cet oxymore était un des objectifs déclarés du « socialisme réel » ! – ou à d’autres formes de « marché sans trop de capitalisme ».
Kurz reprend, en la corrigeant souvent, la « nouvelle lecture de Marx » proposée en Allemagne depuis 1968 par certains élèves d’Adorno (Hans-Georg Backhaus, Helmut Reichelt). Selon eux, Marx, dans son analyse de la forme-valeur, examinerait les catégories de marchandise, de travail abstrait, de valeur et d’argent, telles qu’elles se présentent dans un régime capitaliste accompli « qui marche sur ses propres jambes ». Il s’agirait d’une reconstruction conceptuelle qui commence avec l’élément le plus simple, la « forme-marchandise simple », pour arriver à la genèse « logique » de l’argent ; l’existence du capital, qui apparaît dans cette déduction marxienne comme conséquence, est en vérité déjà un présupposé de l’analyse de la forme la plus simple. La valeur en tant que quantité de travail abstrait n’existe que là où l’argent et le capital existent. Les étapes intermédiaires de la construction marxienne, comme la « forme-valeur développée » où l’échange des marchandises a lieu sans la médiation de l’argent-marchandise, sont de simples étapes de la démonstration – elles ne correspondent à rien de réel. Sans l’existence d’un argent-marchandise – les métaux précieux –, les valeurs ne peuvent pas se rapporter les unes aux autres en tant que valeurs ; une production de marchandises sans argent ne peut pas exister, et la théorie marxienne de la forme-valeur n’est valable que pour le seul capitalisme. Le statut peu clair de l’analyse de la forme-valeur chez Marx lui-même correspond autant à des difficultés d’exposition – les présupposés sont en même temps les conséquences, et vice-versa – qu’à l’oscillation de Marx entre perspective historique et logique, entre dialectique et empirisme.
Donc : pas de valeur sans argent, pas d’argent sans capital. Mais, répliquera-t-on tout de suite, le commerce, les marchés et l’argent – et même la monnaie frappée – existent depuis des millénaires ; on peut en trouver des formes primitives même à l’âge de la pierre. Pour l’interprétation historico-logique traditionnelle, qui voit dans l’analyse marxienne un résumé de l’évolution historique réelle, cela ne constitue pas un problème : la valeur a toujours existé, assure-t-elle, de même que l’argent à partir d’une certaine époque – mais en tant que « niches », c’est-à-dire pour le seul échange des excédents. C’étaient, en ce qui concerne leur structure, le même argent et la même valeur qu’aujourd’hui. L’accroissement graduel de ces échanges, surtout à la fin du Moyen Âge, a amené la formation du capital. Kurz reproche au marxisme, quand il raisonne ainsi, de ne pas se distinguer de la science bourgeoise dans son approche positiviste, qui ne considère que des faits isolés. Voyant une personne qui donne un sac de blé en échange d’une pépite d’or dans l’Égypte ancienne, au Moyen Âge et aujourd’hui, elle conclut qu’il doit toujours s’agir de la même chose : marchandise contre argent, donc commerce, donc marché…
Pour Kurz, les faits empiriques ne démontrent rien sans une « critique catégorielle » qui les situe dans leur contexte. Ainsi, si l’on n’a pas déterminé ce qu’est l’argent dans le mode de production capitaliste – pas seulement ses fonctions pratiques, mais ce qu’il est – on ne peut pas décider si les coquilles ou les pièces d’or circulant dans les sociétés non-capitalistes correspondaient vraiment à l’argent au sens moderne. Or c’est ce que Kurz nie résolument. Historiquement, l’argent précède la valeur, dit-il. Mais quel argent ? Ce qui nous semble être de l’argent dans les sociétés pré- et non capitalistes avait plutôt une fonction sacrale : né du sacrifice, comme l’a montré Bernhard Laum, le don faisait circuler les produits dans le cadre d’un réseau d’obligations, où les personnes investies d’un pouvoir sacral jouaient un rôle central. C’était une autre forme de fétichisme. Il y existait évidemment production et circulation de biens, mais pas d’« économie », de « travail » ou de « marché », même pas dans des formes rudimentaires ou « pas encore développées » – comme Kurz l’affirme en opposition à Karl Polanyi, qu’il approuve sur d’autres aspects. Kurz ne rentre que brièvement dans une analyse historique du rôle de l’argent – la réservant à des travaux futurs qui malheureusement ne paraîtront plus – et ne cite que peu d’auteurs. Parmi eux, le médiéviste Jacques Le Goff, qui nie l’existence d’un « argent » au Moyen Âge – et que Kurz oppose à Fernand Braudel pour qui « le marché est universel ». L’argent pré-moderne n’avait pas de « valeur » : il ne tenait pas son importance du fait d’être la représentation quantitativement déterminée d’une « substance » sociale générale comme l’est le travail dans les sociétés modernes. Le capitalisme ne constitue donc pas une intensification des formes sociales antécédentes, mais une violente rupture. C’est l’énorme soif d’argent et la monétarisation de la fiscalité étatique suscitées par la course aux armements à partir du début du xve siècle qui représentent le big bang de la modernité, engendrant en quelques générations un système fondé sur l’argent, la valeur-travail, le travail abstrait même, le capital et, bien entendu, l’État – qui change également de fonction.
Le refus de l’« individualisme méthodologique » porte également ses fruits dans la relecture kurzienne de Marx et dans la critique de l’adaptation du marxisme aux critères de l’économie politique bourgeoise (marginaliste et néo-libérale). Selon Kurz, de nombreuses difficultés dans la théorie de Marx – comme le fameux problème de la transformation des valeurs en prix – disparaissent quand on abandonne l’analyse de la marchandise particulière et du capital particulier au profit du capital total – catégorie qui peut être saisie seulement par le concept, non sur un plan empirique –, dont les marchandises particulières et les capitaux particuliers ne sont que des « parties aliquotes ». On ne peut pas déterminer la valeur d’une marchandise particulière ; mais cela ne veut pas dire que cette valeur ne se crée que dans l’échange – ici Kurz mène une polémique constante contre toute conception « relativiste » de la valeur, qu’il qualifie de typiquement postmoderne. La valeur est « réellement » – dans le sens d’une projection fétichiste – donnée par le travail abstrait, qui constitue sa « substance ». Ce qui compte, c’est la masse globale – ou totale – de valeur ; la marchandise particulière n’a pas de « valeur » mesurable, mais parvient dans la concurrence à réaliser un « prix ». En effet, une marchandise peut avoir une valeur presque nulle – lorsqu’elle a été produite par des machines – et réaliser quand même un prix élevé. La somme totale des valeurs et la somme totale des prix coïncident nécessairement – mais pas la valeur et le prix de la marchandise particulière.
Ce déplacement de l’axe conceptuel du capital particulier vers le niveau du capital total – Marx hésitait entre les deux approches et Kurz le libère pour ainsi dire de ses incertitudes –, permet effectivement à Kurz d’éclairer d’une manière surprenante des problèmes comme le rapport entre taux et masse de profit ou la question du travail productif. Il est certain que beaucoup d’« économistes marxistes » ne seront pas d’accord, mais ils pourront difficilement éviter de se mesurer aux arguments de Kurz. La discussion dépasse définitivement les bornes d’une bataille érudite lorsqu’on arrive à la question de la « limite interne » de la production capitaliste causée par la chute de la masse totale de valeur.
La fin de l’ouvrage, en revanche, est quelque peu inattendue : Kurz se demande si nous n’allons pas de nouveau vers un « argent sans valeur ». Tandis que la masse nominale d’argent dans le monde – y compris les actions, les prix immobiliers, les crédits, les dettes, les produits dérivés financiers – augmente sans cesse, ce que l’argent est censé représenter, le travail, se réduit à des portions toujours plus petites. Ainsi, l’argent n’a presque plus de valeur « réelle », et une gigantesque dévalorisation de l’argent – d’abord sous forme d’inflation – sera inévitable. Pourtant, après des siècles pendant lesquels l’argent a constitué la médiation sociale à une échelle toujours plus élevée, sa dévalorisation non organisée, mais subie, ne peut provoquer qu’une gigantesque régression sociale et l’abandon d’une grande partie de l’activité sociale lorsqu’elle n’est plus « rentable ». La fin de la trajectoire historique du capitalisme risque donc de nous ramener vers un « retour pervers » du sacrifice, à une barbarie nouvelle et post-moderne. En effet, le capitalisme est en train d’annuler même les maigres « progrès » qu’il a amenés, et de demander incessamment aux hommes des « sacrifices » pour sauver le fétiche-argent. Les coupes dans la santé publique rappellent même à Kurz les sacrifices humains de l’histoire ancienne pratiqués pour calmer des dieux furieux… Il termine Argent sans valeur en affirmant que « les prêtres sanguinaires aztèques furent humains et doux comparés aux bureaucrates-sacrificateurs du fétiche global du capital arrivé à sa limite interne historique. »

## Influences et diffusion de la critique de la valeur-dissociation
Pendant de nombreuses années, les textes du groupe Krisis sont restés presque exclusivement limités à la langue allemande. Le groupe sort de sa confidentialité lors de la parution en 1991 de L'Effondrement de la modernisation de Robert Kurz. Ce livre, publié par un grand éditeur (Eichborn), eut un retentissement notable dans l’Allemagne fraîchement « réunifiée », il est écoulé rapidement à vingt-cinq mille exemplaires et a été appelé par l’influent journal Frankfurter Rundschau, « la plus discutée des publications récentes ». Des intellectuels clairvoyants tels que Hans Magnus Enzensberger en Allemagne et Roberto Schwarz au Brésil ont estimé que la nouvelle théorie critique se devait d’être connue d’un public plus large. La « Wertkritik » allait être propulsée sous les feux de la scène en la sortant de son entre soi. Grâce à la traduction et à la publication dès 1992 au Brésil, L'Effondrement de la modernisation, c’est surtout au Brésil et au Portugal que la critique de la valeur était vite devenue un élément important des discussions à gauche, même dans les milieux universitaires. Robert Schwarz, un intellectuel très respecté au sein de la gauche et du milieu universitaire, joua un rôle important au début dans l'introduction de la Wertkritik. C'est lui qui publia un article dans la Folha de São Paulo (c'est dans ce journal que Kurz en viendra à écrire de longs articles jusque dans le milieu des années 2000), dans lequel il faisait l'éloge du livre qui venait de paraître en Allemagne. Cet article devint la préface à la traduction brésilienne. Simultanément aux efforts de Schwarz – qui ne se réclame pourtant pas de la critique de la valeur –, il faut souligner ceux de Dieter Heidemann au sein du Laboratoire de Géographie Urbaine de l'Université de São Paulo, qui a joué un rôle fondamental dans la traduction, la diffusion et la discussion de l'œuvre de Kurz, ainsi que plus tard des gens autour d'un groupe de Rio de Janeiro appelé Antivalor. Il faut souligner aussi le rôle majeur joué aujourd'hui par les gens autour du site Obeco du Portugal, qui traduisent et diffusent beaucoup de textes en ligne. Dans un cadre non académique, le groupe Crítica Radical de Fortaleza a joué un rôle aussi important que singulier dans la réflexion et la diffusion de la critique de la valeur dans cette région. Aujourd'hui, les discussions autour de la critique de la valeur se font partout. L'engouement universitaire est peut-être moins important, mais, en plus des groupes qui se tiennent debout (comme à São Paulo, à Rio et à Fortaleza), d'autres cercles s'ouvrent. Kurz reste aujourd'hui un auteur incontournable au Brésil dans les débats de gauche – même s'il n'est pas toujours bien compris
En 1999, avec la parution en Allemagne du Manifeste contre le travail, rapidement traduit en plusieurs langues, et la publication de l’ouvrage majeur de Kurz, Schwarzbuch Kapitalismus. Ein Abgesang auf die Marktwirtschaft [Le Livre noir du capitalisme. Chant funèbre pour l’économie de marché], vendu à plus de 20 000 exemplaires, y compris dans une version poche, les écrits du groupe Krisis connaissent une grande diffusion désormais hors d'Allemagne. Dès la fin des années 1990, plusieurs auteurs liés à Krisis publient dans la presse de la gauche allemande, comme Konkret, Jungle World, Telepolis, y compris au moins jusqu'à la Deuxième guerre d'Irak en 2003, dans la presse des Anti-Allemands (Bahamas), avant que Kurz ne critique ce courant dans son pamphlet, Critique de l'idéologie Anti-allemande en 2004. Plusieurs groupes et cercles de lecture en Allemagne se développent, la revue Exit ! notamment à travers plusieurs cercles de lecture à Cologne, Hambourg, Berlin, Dormunt, etc. En Autriche, le magazine Streifzüge, lié au journaliste Franz Schandl, devient un média de diffusion et d'élaboration de la critique de la valeur, avec lequel rentrera en contact André Gorz. En 2020, le groupe Exit ! connut une nouvelle scission avec le départ de Daniel Späth et d'autres collaborateurs qui fondèrent « Fractura. Gruppe für kategoriale Kritik », qui se réclame du développement de la critique de la valeur-dissociation.  
Dans les pays francophones, l’intérêt s’est réveillé lentement après 2000, tandis que la critique de la valeur reste encore peu connue en milieu anglophone, où c’est l’œuvre de Moishe Postone qui diffuse une théorie partiellement similaire. Plus récemment, des traductions sont parues en France et en Italie, mais aussi au Brésil et dans les pays hispanophones. Certaines des nouvelles traductions en portugais, réalisées par un collectif de traducteurs de Rio de Janeiro qui se consacrent à la diffusion de la critique de la valeur (et de la valeur-dissociation) ont été publiées dans la revue Sinal de Menos dirigée par Daniel Cunha. En 2020, un nouvel site pour les textes en langue portugaise est apparu, qui est aussi une maison d'édition, Consequencia.
En 2013, l'association Crise & Critique est créée en France pour organiser des rencontres autour de la critique de la valeur-dissociation. L'association se transforme en 2019 en une maison d'édition, et organise chaque année deux séminaires ainsi qu'un camp d'été en Ariège. 
Au lendemain de la répression policière liée aux évènements de Sainte-Soline contre les mégabassines et dans le contexte du mouvement sociale contre la réforme des retraites d'Emmanuel Macron et Elisabeth Borne, le 30 mars 2023, le philosophe français et ex-ministre de droite Luc Ferry désigne dans Le Figaro la Critique de la valeur (Wertkritik) comme « la critique qui anime aujourd'hui la frange la plus violente de l'écologie "décroissanciste". C'est elle aussi qui explique en partie le big quit et le quiet quit comme l'hostilité à toute réforme des retraites. Quoi qu'on en pense (en ce qui me concerne, aucun bien...), il vaut mieux la comprendre si on veut lui répondre.»

## RevueJaggernaut
En 2019, le collectif Crise & Critique a lancé la première revue anticapitaliste francophone dédiée au courant de la critique de la valeur-dissociation, Jaggernaut : Crise et critique de la société capitaliste-patriarcale. La revue a publié à ce jour quatre numéros, Anticapitalisme tronqué et populisme transversal (n°1, 2019), Crises, champagne et bain de sang (n°2, 2020), Abolissons le travail ! (n°3, 2020), Tout brûle déjà ! Règne de la valeur et destruction du monde (n°4, 2022). Jaggernaut est à l’origine le nom du char processionnel de la déesse hindoue Vichnou. « Le culte de Jaggernaut », écrit Marx, « comprenait un rituel très pompeux et donnait lieu à un déchaînement du fanatisme qui se manifestait par des suicides et des mutilations volontaires. Les jours de grandes fêtes religieuses, des fidèles se jetaient sous les roues du char portant la statue de Vichnou-Jaggernaut ». Une métaphore, que Marx va employer à plusieurs reprises en parlant des êtres humains jetés « sous les roues du Jaggernaut capitaliste », afin de pointer la dimension sacrificielle, fétichiste et destructrice du capitalisme.
Se voulant une passerelle entre les mondes germanophone, lusophone et francophone, Jaggernaut constitue la première revue en langue française liée aux courants internationaux de la « critique de la valeur » et de la « critique de la valeur-dissociation ». Inspirée par Marx mais sans s’y limiter, la critique de la valeur-dissociation procède d’une critique radicale du travail et de l’argent, de la marchandise et de la valeur marchande, de l’Etat et du patriarcat, du sujet moderne et des idéologies de crise.
Les articles de Jaggernaut – originaux ou traduits – analysent autant les problèmes théoriques de fond que les formes concrètes de la crise de la société. Animée par un collectif d’auteurs et de traducteurs, cette revue comprend un dossier sur une thématique d’actualité et un « Varia ». 

### France
- Anselm Jappe et Robert Kurz, Les Habits neufs de l'Empire. Remarques sur Negri, Hardt et Rufin, Paris, Lignes, Léo Scheer, 2003.
- Groupe Krisis, Manifeste contre le travail, Paris, 10-18, 2004, 109 p. (ISBN 2-264-03725-3, lire en ligne) (première édition française, Lignes, Léo Scheer, 2002).
- Robert Kurz, Avis aux naufragés. Chroniques de la crise, Paris, Lignes, 2005.
- Robert Kurz, Critique de la démocratie balistique. La gauche à l'épreuve des guerres d'ordre mondial, Paris, Mille et une nuits, 2006.
- Robert Kurz, Vies et mort du capitalisme, Paris, Lignes, 2011.
- Anselm Jappe, Les aventures de la marchandise : pour une critique de la valeur, Paris, La Découverte, 2017, 286 p. (ISBN 978-2-7071-9706-1)
- Anselm Jappe et Serge Latouche, Pour en finir avec l'économie. Décroissance et critique de la valeur, Paris, Libre et Solidaire, 2015.
- Robert Kurz, La substance du capital, Paris, L'échappée, 2019, 285 p. (ISBN 978-2-37309-059-8)
- Ernst Lohoff et Norbert Trenkle, La grande dévalorisation : pourquoi la spéculation et la dette de l'État ne sont pas les causes de la crise, Post-éditions, 2014, 350 p. (ISBN 979-10-92616-03-3)
- Anselm Jappe, La Société autophage. Capitalisme, démesure et autodestruction, Paris, La Découverte, 2017.
- Robert Kurz, Impérialisme d'exclusion et état d'exception, Paris, Divergences, 2018.
- Roswitha Scholz, Le sexe du capitalisme : "masculinité" et "féminité" comme piliers du patriarcat producteur de marchandises, Albi, Crise et Critique, 2019, 470 p. (ISBN 978-2-490831-02-9)
- Alastair Hemmens, Ne travaillez jamais. La critique du travail en France de Charles Fourier à Guy Debord, Albi, Crise et Critique, 2019, 330 p. (ISBN 978-2-490831-01-2, lire en ligne)
- Collectif, Jaggernaut. Crise et critique de la société capitaliste-patriarcale, n°1 : Anticapitalisme tronqué et Populisme transversal, Albi, Crise et Critique, 2019, 430 p. (ISBN 978-2-490831-00-5, lire en ligne)
- Collectif, Jaggernaut. Crise et critique de la société capitaliste-patriarcale, n°2 : Crises, champagne et bain de sang, suivi de Contre Lordon : Anticapitalisme tronqué et spinozisme dans l'œuvre de Frédéric Lordon, Albi, Crise et Critique, 2020, 374 p. (ISBN 978-2-490831-04-3, lire en ligne)
- Robert Kurz, L’industrie culturelle au XXIe siècle. De l’actualité du concept d’Adorno et Horkheimer, Albi, Crise et Critique, 2020, 150 p. (ISBN 978-2-490831-03-6)
- Anselm Jappe, Béton, arme de construction massive du capitalisme, Paris, L'Echappée, 2020.
- Sandrine Aumercier, Clément Homs, Anselm Jappe et Gabriel Zacarias, De Virus illustribus. Crise du coronavirus et épuisement structurel du capitalisme, Albi, Crise & Critique, 2020.
- Roswitha Scholz, « Le problème de la culturalisation du social à partir des années 1980 », dans K. genel, J-B Vuillerod et L. Wezel (dir.), Retour vers la nature ? Questions féministes, Lormont, Bord de l'eau, 2020.
- Groupe Krisis, L'Exhumation des dieux. Pour une théorie critique de l'islamisme dans le capitalisme de crise, Albi, Crise & Critique, 2021.
- Robert Kurz et Ernst Lohoff, Le Fétiche de la lutte des classes. Thèses pour une démythologisation du marxisme, Albi, Crise & Critique, 2021.
- Robert Kurz, L'Effondrement de la modernisation. De l'écroulement du socialisme de caserne à la crise du marché mondial (1991), Albi, Crise & Critique, 2021 (traduit de l'allemand par Johannes Vogele).
- Robert Kurz, Raison sanglante. Essais pour une critique émancipatrice de la modernité capitaliste et des Lumières bourgeoises (2004), Albi, Crise & Critique, 2021 (traduit de l'allemand par Wolfgang Kukulies).
- Fabio Pitta, Le Brésil dans la crise du capital au XXIe siècle. Bulle des matières premières, capital fictif et critique de la valeur-dissociation, Albi, Crise & Critique, 2021.
- Benoît Bohy-Bunel, Contre Lordon. Anticapitalisme tronqué et spinozisme dans l'oeuvre de Frédéric Lordon, Albi, Crise & Critique, 2021.
- Sandrine Aumercier, Le Mur énergétique du capital. Contribution au problème des critères de dépassement du capitalisme du point de vue de la critique des technologies, Albi, Crise & Critique, 2021.
- Anselm Jappe, Sous le Soleil noir du capital. Chroniques d'une ère de ténèbres, Albi, Crise & Critique, 2021.
- Robert Kurz, L'Etat n'est pas le sauveur suprême. Thèses pour une théorie critique de l'Etat, Albi, Crise & Critique, 2022.
- Robert Kurz, Gris est l'arbre de la vie, verte est la théorie. Le problème de la pratique comme éternelle critique tronquée du capitalisme et l'histoire des gauches, Albi, Crise & Critique, 2022.
- Ernst Lohoff, La Fin du prolétariat comme début de la révolution. Sur le lien logique entre théorie de la crise et théorie de la révolution, Albi, Crise & Critique, 2022.
- Moishe Postone, Marx, par-delà le marxisme, Albi, Crise & Critique, 2022.
- Robert Kurz, La Montée aux cieux de l'argent, Albi, Crise & Critique, 2023.
- Robert Kurz et Roswitha Scholz, Quand la démocratie dévore ses enfants, Albi, Crise & Critique, 2024.
- Sandrine Aumercier et Frank Grohmann, Quel sujet pour la théorie critique ? Aiguiser Marx et Freud l'un par l'autre, Albi, Crise & Critique, 2024.
- Roswitha Scholz, Forme sociale et totalité concrète. Sur l'urgence d'un réalisme dialectique aujourd'hui, Albi, Crise & Critique, 2024.
- Moishe Postone, La Société comme moulin de discipline. Les pensées critiques à l'épreuves des transformations historiques du capitalisme, Albi, Crise & Critique, 2024.
- Ernst Schmitter, L'Economie comme catastrophe. Une introduction à la critique de la valeur-dissociation, Albi, Crise & Critique, 2025.

### Allemand
- Kurz, Robert, Honeckers Rache : Zur politischen Okonomie des wiedervereinigten Deutschlands, Berlin,1991.
- Robert Kurz, Das Schwarzbuch des Kapitalismus. Ein Abgesang auf die Marktwirtschaft (Le Livre noir du capitalisme), Francfort, Eichborn Verlag, 1999.
- Kurz, Robert, Die Welt als Wille und Design. Postmoderne, Lifestyle-Linke und die Ästhetisierung der Krise, Berlin 1999
- Roswitha Scholz, Das Geschlecht Kapitalismus (Le Sexe du capitalisme).
- Kurz, Robert, Weltordnungskrieg. Das Ende der Souveränität und die Wandlungen des Imperialismus im Zeitalter der Globalisierung, Bad Honnef 2003.
- Kurz, Robert, Die Antideutsche Ideologie. Vom Antifaschismus zum Krisenimperialismus: Kritik des neuesten linksdeutschen Sektenwesens in seinen theoretischen Propheten, Münster 2003.
- Der Alptraum der Freiheit. Perspektiven radikaler Gesellschaftskritik. Essays, Kritiken, Polemiken, Ulm 2005 (Robert Kurz, Roswitha Scholz und Jörg Ulrich).
- Kurz, Robert, Das Weltkapital. Globalisierung und innere Schranken des modernen warenproduzierenden Systems, Berlin 2005.
- Kurz, Robert, Geld ohne Wert. Grundrisse zu einer Transformation der Kritik der politischen Ökonomie, Horlemann, Berlin, 2012.
- Kurz, Robert, Der Tod das Kapitalismus, Marxsche Theorie, Krise und Überwindung des Kapitalismus, Laika Verlag, 2013.
- Kurz, Robert, Weltkrise und Ignoranz. Kapitalismus und Niedergang (Ausgewählte Schriften 1992 – 2012), edition TIAMAT, 2013.